# Sindrome di Garcin
La sindrome di Garcin consiste in una paralisi unilaterale di tutti i nervi cranici dal III al XII come conseguenza di un diffuso interessamento del tronco cerebrale.

## Cause
Le cause più frequenti di questa rara patologia sono sarcomi o carcinomi del rinofaringe infiltranti. Non tutti i nervi devono comunque essere necessariamente coinvolti, ma solo quelli infiltrati dalla neoplasia.

## Segni e sintomi
In genere si riscontra assenza di stasi papillare e di altri segni di ipertensione endocranica (cefalea, vomito) e di paralisi degli arti o del tronco. Talora possono essere riscontrate lesioni radiografiche del tavolato osseo della base del cranio.